# فريدريك دوق يورك وألباني

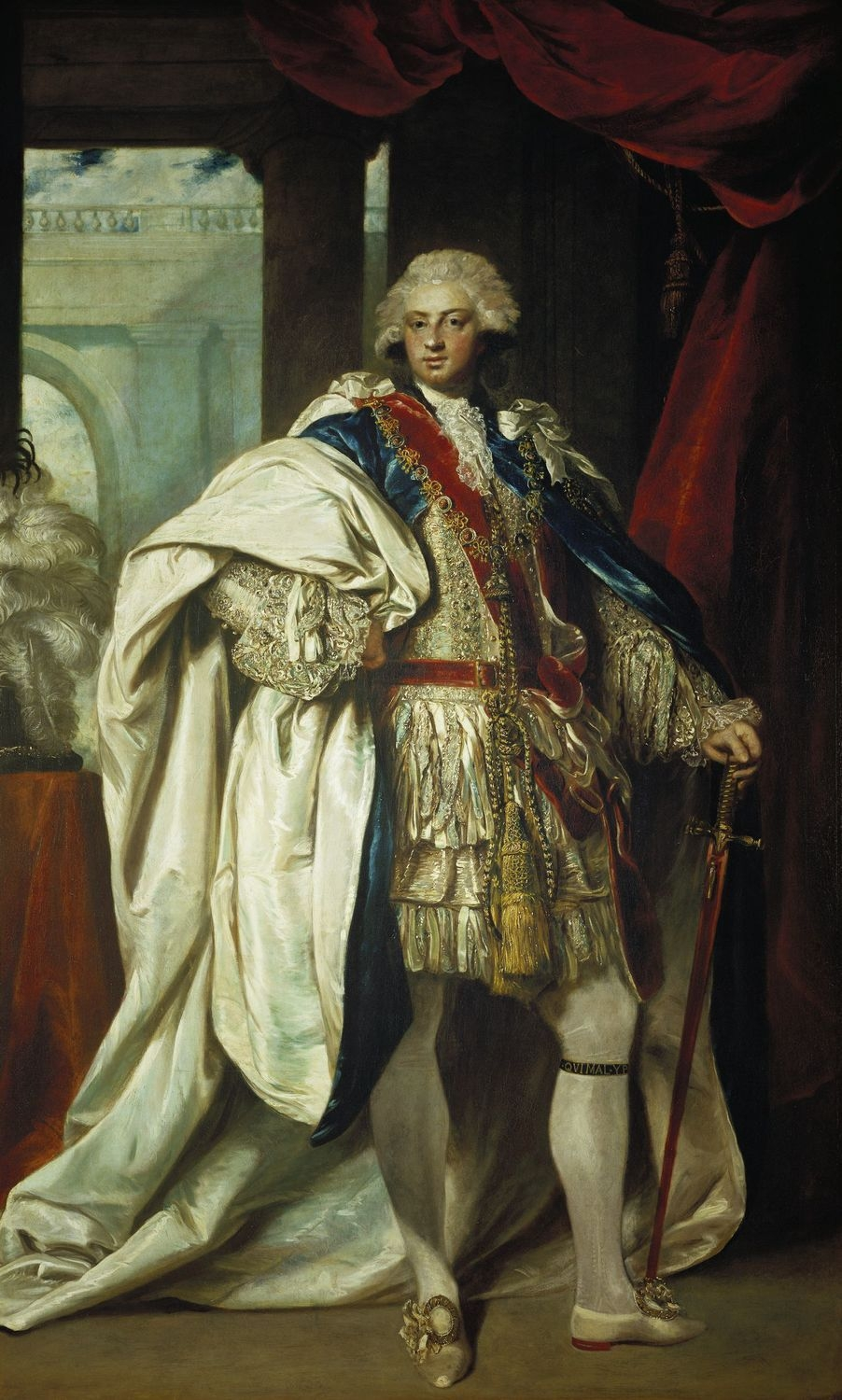
فريدريك دوق يورك وألباني

الأمير فريدريك دوق يورك وألباني (بالإنجليزية: Prince Frederick, Duke of York and Albany) (فريدريك أوغسطس، 16 أغسطس 1763 - 5 يناير 1827) كان الابن الثاني للملك جورج الثالث ملك المملكة المتحدة وعضوا في مجلس النواب لهانوفر في ألمانيا.

## عن حياته
ولد الأمير فريدريك على 16 أغسطس 1763، في قصر سانت جيمس في لندن وكان الابن الثاني للملك جورج الثالث ملك المملكة المتحدة وعضوا في مجلس النواب لهانوفر في ألمانيا.

## وفاته
توفي الأمير فريدريك في 5 يناير 1827 بعد معاناه مع مرض الاستسقاء وأمراض القلب والأوعية الدموية في روتلاند هاوس، لندن عن عمر يناهز 63 سنة.

## روابط خارجية
- فريدريك دوق يورك وألباني على موقع الموسوعة البريطانية (الإنجليزية)